# Península de Leicheu

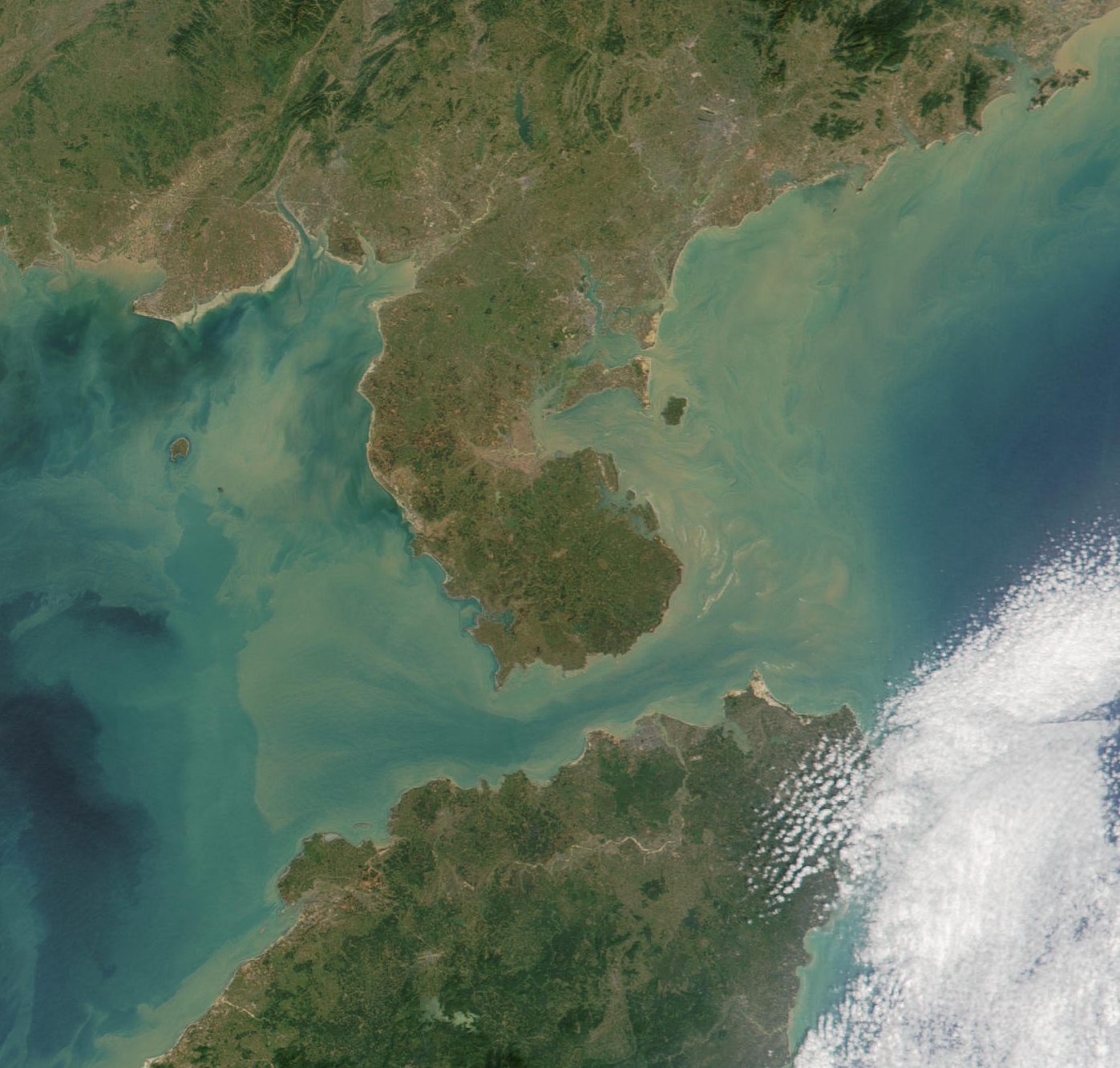
Localização da península

A península de Leicheu ou península de Leizhou (chinês tradicional: 雷州半島, chinês simplificado: 雷州半岛) é uma península no extremo sul da província chinesa de Guangdong (Cantão), que separa o golfo de Tonquim a oeste do mar da China Meridional a leste.